# Debates presidenciales de Argentina de 2015
 Los dos primeros debates presidenciales de la historia argentina fueron organizados y emitidos por la ONG Argentina Debate, y tuvieron lugar el domingo 4 de octubre y 15 de noviembre de 2015. El evento fue coorganizado por el Centro de Implementación de Políticas Públicas para la Equidad y el Crecimiento —CIPPEC—. Ambos eventos se realizaron en la Facultad de Derecho de la Universidad de Buenos Aires, y fueron transmitidos por televisión abierta; el primero, a través de América, y el segundo, por todos los canales. Fueron invitados a debatir todos los candidatos a la presidencia en las elecciones de 2015.[cita requerida]
En un fallo de 2015, la justicia porteña otorgó la exclusividad de la organización del debate presidencial a la ONG macrista Argentina Debate, cercana al gobierno porteño de Mauricio Macri. La presidente de la ONG aportó días antes del debate 1,5 millón de pesos a la campaña presidencial de Mauricio Macri en 2015, mientras que en ese momento vicepresidente de la ONG era funcionario del PRO en la ciudad de Buenos Aires.La organización fue coordinada por Hernán Charosky, político del PRO y funcionario del gobierno porteño durante la gestión de Mauricio Macri como Jefe de Gobierno en la que se desempeñó como Subsecretario de Reforma Política del Gobierno porteño. cuya esposa es Karina Verónica Banfi, legisladora porteña por el Pro que en  2015 fue candidata a diputada por Cambiemos coalición política entonces liderada por Mauricio Macri.
El debate fue coordinado por Ricardo Mihura Estrada y su esposa Ivana Román, quien fuera uno de los empresarios principales aportante a la campaña presidencial de Mauricio Macri en 2015. Entre Mihura Estrada y su esposa, dirigente de Argentina Debate aportaron casi 3 millones de pesos para la campaña de Macri en 2015 depositando millones dos días antes de la primera vuelta. La ONG Argentina Debate, fue financiada por la National Endowment for Democracy (NED) y por un grupo de empresarios que juntaban fondos para apoyar la candidatura de Mauricio Macri uno de los seis candidatos.

Los debates presidenciales tuvieron lugar en la Facultad de Derecho de la Universidad de Buenos Aires.

Los debates presidenciales se desarrollaron en la Facultad de Derecho de la Universidad de Buenos Aires bajo organización de Argentina Debate y la conducción de Marcelo Bonelli, Rodolfo Barili y Luis Novaresio. Fue televisado por América (canal de aire capitalino), Canal 26 (canal de televisión por cable), Canal 9 Televida y Acequia TV (ambos de la ciudad de Mendoza), Canal 13 de San Luis. [cita requerida]
Adhirieron también la Facultad de Derecho de la Universidad de Buenos Aires (UBA), Universidad Tecnológica Nacional (UTN), Universidad Tres de Febrero (UNTREF), Universidad Nacional de Cuyo, Universidad Metropolitana para la Educación y el Trabajo (UMET), Universidad Favaloro, Universidad de San Andrés, Universidad Austral, ACREA, ABA, ACDE, AEA, AmCham Argentina,Club Político Argentino, Confederación de la Sociedad Civil, Educar2050, Fundación Ambiente y Recursos Naturales (FARN), Mesa del Diálogo Ciudadano, Organización Argentina de Jóvenes para las Naciones Unidas (OAJNU), Poder Ciudadano.
El productor general de los debates presidenciales en las elecciones generales de 2015 para Argentina Debate y en las de 2019 impuesto por la Cámara Electoral Nacional fue Alejandro Borrstein funcionario del macrismo con un puesto en el gobierno de la Ciudad de buenos Aires.Borenztein escribiría polémica columnas en el diario Clarin donde entre otras cosas llamaría 'mandriles' a los seguidores del kirchnerismoo su humanos
La exposición estuvo organizada en seis ejes con dos minutos para exponer individualmente sobre cada temática sin ser interrumpidos por los moderadores ni por los otros candidatos. Luego de la exposición, cada candidato recibió 1 o 2 preguntas de sus adversarios, las que fueron contestadas en un período de un minuto. La apertura del debate estuvo a cargo de Mauricio Macri y de su cierre Sergio Massa.
- Sección 1: Desarrollo Económico y Humano
- Sección 2: Educación e infancia
- Sección 3: Seguridad y Derechos Humanos
- Sección 4: Fortalecimiento democrático
- Sección 5: Sección multitemática (finalmente no se llevó a cabo)
- Sección 6: Cierre

### Participantes
Participaron cinco de los candidatos menos Daniel Scioli del FPV:
- Cambiemos: Mauricio Macri
- Unidos por una Nueva Alternativa: Sergio Massa
- Frente de Izquierda y de los Trabajadores: Nicolás del Caño
- Frente Progresistas: Margarita Stolbizer
- Compromiso Federal: Adolfo Rodríguez Saá

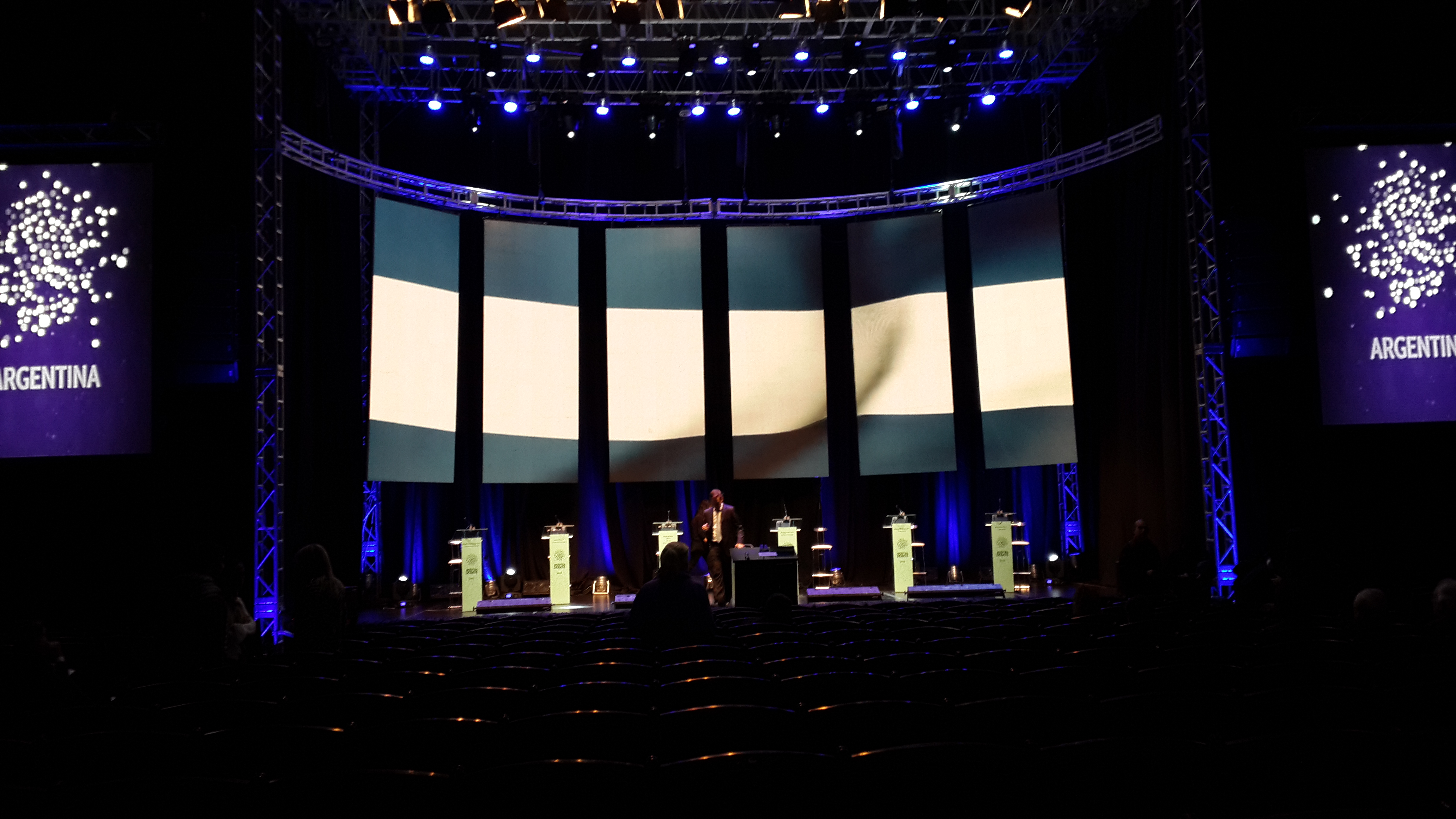
Argentina Debate. Escenario del debate.

## Segundo debate presidencial
El 15 de noviembre de 2015, se llevó a cabo el segundo debate presidencial en la historia del país, primero con dos candidatos que se midieron en balotaje. La ONG Argentina Debate volvió a organizar el evento, que se realizó en el mismo lugar que el primero. Este nuevo debate, tuvo como protagonista a los dos candidatos habilitados para el Balotaje, Daniel Scioli —del Frente para la Victoria— y Mauricio Macri —por Cambiemos—. Se llevó a cabo una semana antes de la segunda vuelta, comenzando a las 21 horas (hora de Argentina).

### Participantes
- Frente para la Victoria: Daniel Scioli
- Cambiemos: Mauricio Macri

### Audiencia
A diferencia del primer debate, el evento contó con más repercusión mediática. Fue transmitido por los cinco canales de aire nacionales —América, Televisión Pública Argentina, Canal 9, Telefe y eltrece— y por seis de cable, logrando un promedio total de 54.8 puntos de índice de audiencia, alcanzando un pico general de 58.2, siendo uno de los más altos de la última década, sólo superado por los cuartos de final en el mundial de fútbol Alemania 2006 entre Argentina y los locales (alrededor de 72 puntos de índice de audiencia acumulado), inclusive superando a la media de la final del mundial de fútbol Brasil 2014 entre, otra vez entre ambos equipos. A su vez, también según Kantar Ibope Media, el debate de los candidatos argentinos también tuvo mucha repercusión en Uruguay, donde marcó 9.8 puntos, con picos de casi 13 puntos.
| #   | Canal                 | Índice de audiencia |
| --- | --------------------- | ------------------- |
| 1.º | Canal 13              | 17.8                |
| 2.º | Telefe                | 11.3                |
| 3.º | Televisión Pública    | 6.1                 |
| 4.º | América               | 3.9                 |
| 5.º | Canal 9               | 2.8                 |
| —   | Cable (cinco señales) | 12.8                |

## Controversias
La entidad organizadora del debate, Argentina Debate, fue expuesta por alegados vínculos con el candidato Mauricio Macri. Al momento de los debates, la presidenta del consejo de administración de dicha entidad era Ivana Karina Román, que figuraba como la segunda mayor aportante individual a la campaña del candidato. Román y su familia, son dueños del Grupo Román, una de las empresas de logística más grandes del país. A su vez, Argentina Debate contaba como domicilio la misma dirección del estudio de abogados Leverone & Mihura Estada que hizo dos aportes a la campaña de Mauricio Macri: uno por 750.000 pesos y otro por 731.215 pesos.[cita requerida]
Hernán Charosky, coordinador de Argentina Debate, fue designado semanas después a las elecciones como titular de una subsecretaría por el gobernador de la Ciudad de Buenos Aires, Horacio Rodríguez Larreta, partidario del PRO. En la previa del debate, Charosky afrontó dos fuertes polémicas. La primera tiene que ver con que la organización no permitió que la Televisión Pública aporte un coordinador. La segunda: "Argentina Debate" había anunciado la posibilidad de incorprar una moderadora mujer, esto finalmente no sucedió y la periodista María O'donell decidió renunciar a la organización del evento por no estar representado el cupo femenino lo que fue altamente criticado. Un grupo de periodistas mujeres presentó un reclamo ante la Defensoría del Público por la ausencia femenina.
Cuando se realizó el debate la organización Argentina Debate tenía su personería jurídica en trámite. La estructura legal y financiera la aportó CIPPEC que a su vez recibía financiamiento de la National Endowment for Democracy, una fundación manejada por diputados demócratas y republicanos, fundada por el Congreso de EE. UU. En 2015, según consta en sus registros, envió 99.959 dólares para la realización de Argentina Debate. La ruta del dinero fue a través del Center for International Private Enterprise (CIPE), cuyo aliado argentino es el Centro de Implementación de Políticas Públicas para la Equidad y el Crecimiento, el CIPPEC. 
A Fernando Straface, Director Ejecutivo de CIPPEC, fue nombrado por Horacio Rodríguez Larreta Secretario General de Gobierno y Relaciones Internacionales porteño. En tanto Hernán Charosky, organizador de Argentina Debate 2015, también fue nombrado funcionario porteño por el gobierno del PRO.